# Tasia Valenza
Tasia Valenza est une actrice américaine née le 5 avril 1967 à New York (New York) aux États-Unis.

## Filmographie
- 1970 : La Force du destin (All My Children) (série télévisée) : Dottie Thornton Martin #2 (1982-1986)
- 1984 : Crackers : Maria
- 1985 : Rappin' : Dixie
- 1987 : My Demon Lover : Miguela
- 1988 : Supercarrier (TV)
- 1988 : Dead Man Walking : Rika
- 1988 : Meurtre à Atlantic City (Glitz) (TV) : Iris Ruiz
- 1988 : Supercarrier (Supercarrier) (série télévisée) : Yeoman 1st Class Rosie Henriques (1988)
- 1989 : The Case of the Hillside Stranglers (TV) : Louise Sojick
- 1991 : Vengeance diabolique (Sometimes They Come Back) (TV) : Kate
- 1992 : Rock 'n' love (The Heights) (série télévisée) : Jodie Abramowitz (1992)
- 1996 : Saugatuck (Skeletons) : Gloria Ramone
- 1996 : Long Lost Love : Rein
- 1997 : La Prison des secrets (Prison of Secrets) (TV)

### Film
- 1994 : Tekkaman Blade 2 (en) : Natasha

### Séries
- 2023 : Star Wars: The Bad Batch : Tawni Ames (voix)
- 2002 : Ozzy & Drix : Maria Amino
- Elle apparaît dans Star Trek : La Nouvelle Génération saison 1, épisode 19.
- 1986 : Agence tous risques ; Théorie de la Révolution

## Ludographie
- 1999 : Metal Gear Solid : Sniper Wolf (version anglophone)
- 2004 : Metal Gear Solid: The Twin Snakes : Sniper Wolf (toutes versions sauf japonaise)
- 2005 : Age of Empires 3 : Amélia Black
- 2009 : Batman: Arkham Asylum : Poison Ivy et Martha Wayne
- 2011 : Batman: Arkham City : Poison Ivy
- 2015 : Batman: Arkham Knight : Poison Ivy
- 2017 : Injustice 2 : Poison Ivy
- 2018 : Lego DC Super-Villains : Poison Ivy

## Émissions télévisées
- 2008-2009 : The Moment of Truth : voix du polygraphe